# Brunson (Karolina Południowa)
Brunson – miasto w Stanach Zjednoczonych, w stanie Karolina Południowa, w hrabstwie Hampton.